# Pablo Marí
Pablo Marí Villar, född 31 augusti 1993 i Almussafes i Valencia, är en spansk fotbollsspelare som spelar som mittback för den italienska Serie A-klubben Monza (på lån från engelska Arsenal).

## Karriär
Marí inledde sin fotbollskarriär i La Liga-klubben Mallorcas ungdomsverksamhet. Han debuterade redan som 17-åring i klubbens reservlag och spelade flera säsonger med laget i spanska tredjedivisionen, Segunda División B.
År 2013 skrev Marí på för den katalanska klubben Gimnàstic de Tarragona där han spelade ett 90-tal matcher, främst i tredjedivisionen, innan han den 15 augusti 2016 värvades till engelska Manchester City. Redan dagen därpå blev han dock utlånad till spanska Girona, och året därefter till nederländska NAC Breda  – där han blev lagkapten – och slutligen till Deportivo la Coruña, som säsongen 2018/2019 spelade i spanska andradivisionen, Segunda División.
Den 11 juli 2019 skrev Marí på för brasilianska storklubben Flamengo. Klubben tog det året hem Sydamerikas motsvarighet till Champions League, Copa Libertadores, efter finalseger med 2–1 mot argentinska River Plate. Flamengo tog sig också till final i VM för klubblag, men förlorade finalen mot Liverpool efter att Firmino gjort matchens enda mål i förlängningen.
Den 29 januari 2020 lånades Marí ut till den engelska Premier League-klubben Arsenal, inför vårsäsongen 2020, med en option för permanent övergång efter säsongen. Den 24 juni 2020 meddelade Arsenal att de utnyttjat köpoptionen och värvat Marí. Den 20 januari 2022 lånades Marí ut till Serie A-klubben Udinese på ett låneavtal över resten av säsongen 2021/2022.

## Statistik
| Klubb                  | Säsong                 | Inhemsk liga           | Inhemsk liga | Inhemsk liga | Nationell cup | Nationell cup | Liga cup | Liga cup | Kontinental cup | Kontinental cup | Andra   | Andra | Totalt  | Totalt |
| Klubb                  | Säsong                 | Liga                   | Matcher      | Mål          | Matcher       | Mål           |          |          | Matcher         | Mål             | Matcher | Mål   | Matcher | Mål    |
| ---------------------- | ---------------------- | ---------------------- | ------------ | ------------ | ------------- | ------------- | -------- | -------- | --------------- | --------------- | ------- | ----- | ------- | ------ |
| Mallorca B             | 2010–11                | Segunda División B     | 19           | 1            | —             | —             | 0        | 0        | —               | —               | —       | —     | 19      | 1      |
| Mallorca B             | 2011–12                | Segunda División B     | 22           | 1            | —             | —             | 0        | 0        | —               | —               | —       | —     | 22      | 1      |
| Mallorca B             | 2012–13                | Segunda División B     | 28           | 1            | —             | —             | 0        | 0        | —               | —               | —       | —     | 28      | 1      |
| Mallorca B             | Totalt                 | Totalt                 | 69           | 3            | —             | —             | 0        | 0        | —               | —               | —       | —     | 69      | 3      |
| Mallorca               | 2011–12                | La Liga                | 2            | 0            | 0             | 0             | 0        | 0        | —               | —               | —       | —     | 2       | 0      |
| Gimnàstic              | 2013–14                | Segunda División B     | 29           | 2            | 3             | 0             | 0        | 0        | —               | —               | —       | —     | 32      | 2      |
| Gimnàstic              | 2014–15                | Segunda División B     | 37           | 3            | 2             | 0             | 0        | 0        | —               | —               | —       | —     | 39      | 3      |
| Gimnàstic              | 2015–16                | Segunda División       | 25           | 1            | 0             | 0             | 0        | 0        | —               | —               | —       | —     | 25      | 1      |
| Gimnàstic              | Totalt                 | Totalt                 | 91           | 6            | 5             | 0             | 0        | 0        | —               | —               | —       | —     | 96      | 6      |
| Manchester City        | 2016–17                | Premier League         | 0            | 0            | 0             | 0             | 0        | 0        | 0               | 0               | 0       | 0     | 0       | 0      |
| Girona (lån)           | 2016–17                | Segunda División       | 8            | 0            | 1             | 0             | 0        | 0        | —               | —               | —       | —     | 9       | 0      |
| NAC (lån)              | 2017–18                | Eredivisie             | 20           | 1            | 1             | 0             | —        | —        | —               | —               | —       | —     | 21      | 1      |
| Deportivo (lån)        | 2018–19                | Segunda División       | 38           | 2            | 0             | 0             | 0        | 0        | —               | —               | —       | —     | 38      | 2      |
| Flamengo               | 2019                   | Série A                | 22           | 2            | —             | —             | —        | —        | 6               | 1               | 2       | 0     | 30      | 3      |
| Arsenal (lån)          | 2019–20                | Premier League         | 2            | 0            | 1             | 0             | 0        | 0        | 0               | 0               | —       | —     | 3       | 0      |
| Totalt under karriären | Totalt under karriären | Totalt under karriären | 252          | 14           | 8             | 0             | 0        | 0        | 6               | 1               | 2       | 0     | 268     | 15     |

1. ↑  Matcher i Copa Libertadores
2. ↑  Matcher i FIFA Club World Cup